# Stora Fisklösen, Östergötland
Stora Fisklösen är en sjö i Finspångs kommun i Östergötland och ingår i Motala ströms huvudavrinningsområde.